# Linea vulcanica del Camerun

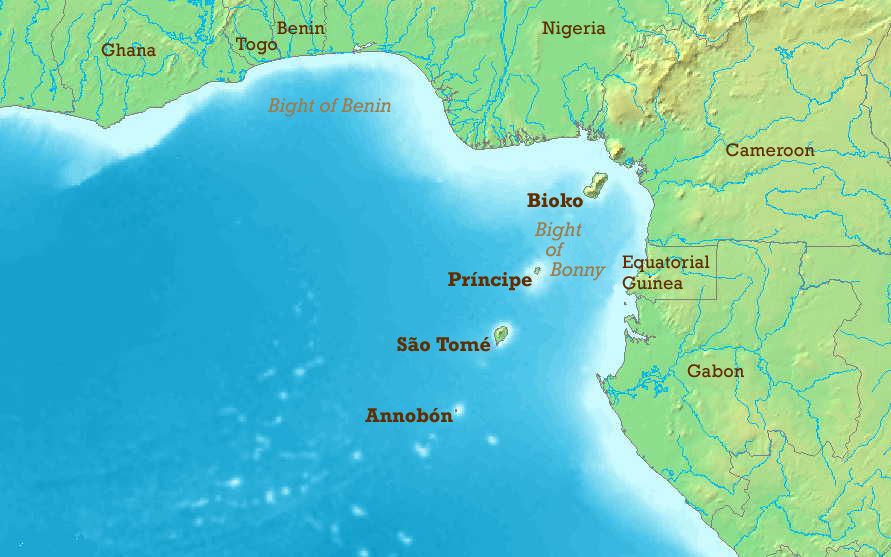
Mappa del Golfo di Guinea con la catena di isole formata dalla linea vulcanica del Camerun.

La linea vulcanica del Camerun è una catena di vulcani lunga circa 1600 km.
La linea include sia isole vulcaniche situate nel Golfo di Guinea, che una serie di montagne che si estendono lungo il confine tra Nigeria orientale e Camerun occidentale, dal Monte Camerun verso est fino al lago Ciad.
Le isole, che si trovano a cavallo dell'equatore, hanno clima tropicale e sono l'habitat di molte specie di piante e di uccelli unici. Le regioni montuose della terraferma sono molto più fresche delle pianure circostanti e sono pure sede di ambienti ecologici importanti e specifici.
La linea vulcanica del Camerun è piuttosto insolita dal punto di vista geologico in quanto si estende sia sulla crosta oceanica che su quella continentale. Sono state avanzate varie ipotesi per spiegare la sua formazione.

## Geografia

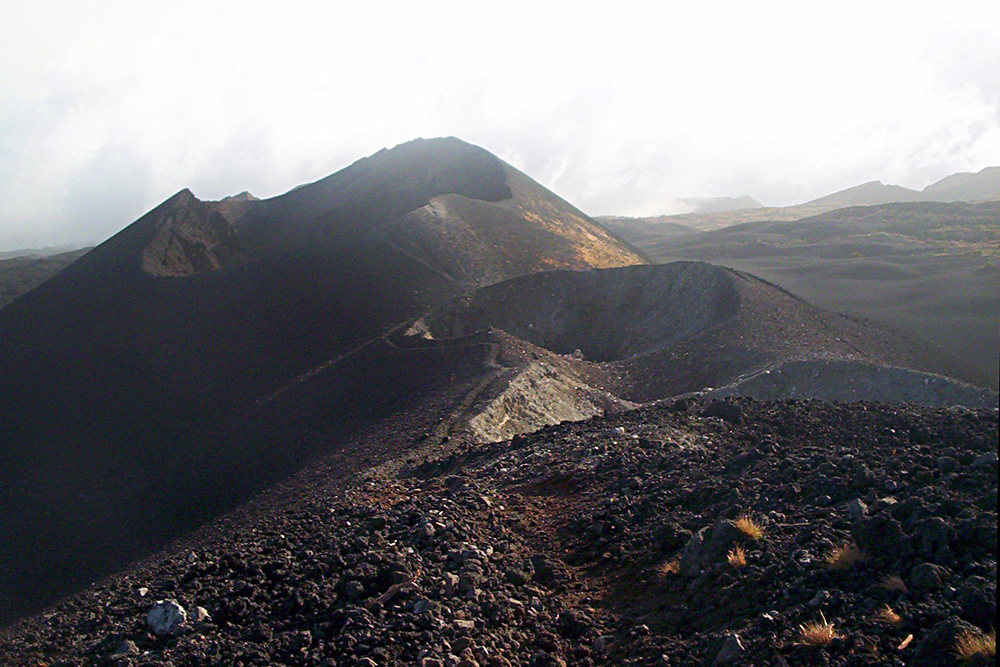
I crateri del Monte Camerun dopo l'eruzione del 2000.

Nel Golfo di Guinea la linea del Camerun consiste di una serie di sei rilievi vulcanici che hanno formato delle montagne sottomarine o seamount. Da sudovest a nordest le isole sono Annobón, São Tomé, Príncipe e Bioko.
Due grandi montagne sottomarine si trovano tra São Tomé e Príncipe, e tra Principe e Bioko.
Sulla terraferma, la linea inizia con il Monte Camerun e si estende verso nordest in una catena montuosa chiamata Alto plateau occidentale, dove crescono le foreste degli altopiani del Camerun. Altri vulcani dell'entroterra sono il Monte Manengouba, i Monti Bambouto e il Massiccio dell'Oku. Nel Plateau di Ngaoundéré a est dei Monti Oku, ci sono altri rilievi vulcanici alcuni dei quali sembrano avere origine simile.

## Geologia
Non c'è un accordo completo tra i geologi su quali regioni vulcaniche dovrebbe essere incluse nella linea vulcanica del Camerun. Tutti includono la linea insulare e quella continentale fino ai Monti Oku. In base alle similarità di età e composizione, alcuni includono anche il Plateau di Ngaoundéré, il Plateau Biu in Nigeria fino a nord braccio di Yola della Valle di Benue e il Plateau Jos a ovest della valle di Benue.
Ci sono anche teorie diverse per spiegare la similarità tra i vulcani oceanici e quelli continentali.